# Didij Julijan
Didij Julijan (latinsko Marcvs Didivs Severvs Ivlianvs Avgvstvs), cesar Rimskega cesarstva devet tednov leta 193, * 30. januar 133 ali 2. februar 137, † 1. junij 193. 
Julijan je rimski prestol zasedel potem, ko ga je na dražbi kupil od pretorske garde, ki je ubila njegovega predhodnika Pertinaksa.  Uboju je sledila nasledstvena državljanska vojna, ki je trajala od leta 193 do 197. Julijana je vrgel s prestola njegov naslednik Septimij Sever in ga obsodil na smrt.

## Življenjepis

### Mladost
Didij Julijan je bil sin Kvinta Petronija Didija Severja in Emilije Klare. Oče je bil iz  vplivne milanske družine, mati pa iz rimske konzulske družine iz severne Afrike. Imel je brata Didija Prokula in Didija Numija Albina. Kasij Dion piše, da je bil rojen 2. februarja 133, Historia Augusta pa 2. februarja 137.
Vzgajala ga je Domicija Lucila, mati rimskega cesarja Marka Avrelija. Z njeno pomočjo je bil že zelo mlad imenovan za  vigintivira, ki je pomenil njegov prvi korak v politično življenje. Okoli leta 153 se je poročil z Rimljanko Manlijo Skantilo, s katero je imel samo hčerko Didijo Klaro.

### Državne službe
Julijan je bil najprej kvestor in zatem  edil. Okoli leta 162 je bil imenovan za pretorja in poveljnika XXII. legije Primigenia v Mogontiacu, sedanjem Mainzu v Nemčiji. Leta 170 je postal prefekt Belgijske Galije, kjer je služil pet let. Za nagrado za svoje veščine in pogum pri zatiranju vstaje Havkov ob reki Labi jer bil leta 175 skupaj s Pertinaksom povišan na položaj konzula.
Kasneje se je izkazal tudi v pohodih proti Hatom, bil guverner Dalmacije in Gornje Germanije in zatem postal prefekt, ki je nadziral delitev denarja revnim v Italiji.Približno takrat so ga obtožili, da je sodeloval v  zaroti proti cesarju Komodu, vendar so ga oprostili, da bi pričal v procesu proti svojemu tožniku. Bil je guverner Bitinije in nasledil Pertinaksa na pložaju prokonzula Afrike.

### Cesar (193)
Po Pertinaksovem umoru 28. marca 193 so morilci iz pretorske garde razglasili, da bodo rimski prestol prodali najboljšemu ponudniku. Tast umorjenega cesarja in prefekt Rima Tit Flavij Klavdij Sulpicijan, ki je bil takrat v taboru pretorske garde, da bi pomiril vojake, je takoj ponudil svojo ceno. V tabor je na pobudo svoje žene in hčerke kar z banketa odhitel tudi Didij Julijan. Ker ni dobil dovoljenja za vstop, je kar pred vrati  licitiral za rimski prestol.
Vojaki so obema tekmecema, enemu znotraj obzidja in drugemu pred njim, sproti poročali o trenutni ponudbi njegovega tekmeca. Sulpicijan je sčasoma vsakemu vojaku obljubil 20.000 sestercev. Julijan, ki se je bal, da bo na prestol sedel Sulpicijan, je ponudbo dvignil na 25.000 sestercev.  Garda je takoj sprejela njegovo ponudbo, mu odprla vrata in ga razglasila za cesarja. Rimski senat je v strahu pred gardisti takoj potrdil njegovo imenovanje.  Žena in hčerka sta dobili naslov Augusta.

### Vladanje
Julijan je takoj po prihodu na prestol razvrednotil rimsko valuto, tako da je vsebnost srebra v denariju zmanjšal s 87 % na 81,5 %. Masa srebra v kovancu se je zato zmanjšala z 2,75 na 2,40 grama. Začetna  zmeda se je malo polegla, vendar se prebivalci niso ubogljivo uklonili sramoti, ki jo je povzročil Rimu. Ko se je pojavil v javnosti, so ga pozdravljali z ječanjem, preklinjanjem in vzkliki "ropar in izdajalec domovine". Mestna drhal ga je ovirala na poti na Kapitol in nanj celo metala kamenje.
Ko se je novica o splošni jezi v Rimu razširila po cesarstvu, ga generali Pescenij Niger v Siriji, Septimij Sever v Panoniji in Klodij Albin v Britaniji, ki so imeli pod svojim poveljstvom vsak po tri legije, niso priznali za zakonitega cesarja. Sever, ki je bil najbliže Rimu in zato najnevarnejši nasprotnik, ga je razglasil za državnega sovražnika. Senat je zato v njegovo vojsko poslal svoje odposlance, da bi prepričali vojake, naj ga zapustijo,  imenoval novega generala, da bi ga odstavil in zamenjal, in centuriona, da bi ga ubil.
Pretorska garda, ki že dolgo časa ni sodelovala v vojaških operacijah, je bila usposobljena predvsem za gradnjo utrdb in terenska dela. Sever si je najprej zagotovil Albinovo podporo, tako da ga je razglasil za cezarja, in nato z vojsko odkorakal proti Rimu. V Raveni se je razglasil za poveljnika tamkajšnjega ladjevja, porazil pretorskega prefekta Tulija Krispina, ki bi moral zaustaviti njegovo napredovanje in na svojo stran dobil odposlance, ki jih je poslal senat, da bi proti njemu nahujskali njegove vojake. 
Nedisciplinirana, razuzdana in pomehkužena pretorska garda ni bila sposobna uspešno upreti se Severjevi vojski. Razmere v Rimu so postale nevzdržne, zato se je  Julijan poskušal pogajati in je svojim tekmecem ponudil delitev cesarstva. Sever se za njegovo ponudbo ni zmenil in nadaljeval s pohodom. Na njegovo stran je stopila cela Italija. Ko so pretorijanci dobili njegovo zagotovilo, da jo bodo odnesli brez kazni za Pertinaksov umor, če mu bodo izročili njegove morilce, so prijeli kolovodje zarote in ga preko konzula Silija Mesala obvestili o svojem ravnanju.
Senat po Severjevi zmagi sprejel predloge, da se ga razglasi za novega cesarja, da se Pertinaksu podeli božanske časti in da se Didija Julijana obsodi na smrt.  Julijana so zapustili vsi pristaši razen njegovega zeta, prefekta Repentina.

### Usmrtitev
Didija Julijana so po komaj treh mesecih vladanja v njegovi palači ubili vojaki. Po pisanju Kasija Diona, ki je bil v tistem času v Rimu, so njegove zadnje besede bile "Kaj hudega sem pravzaprav storil? Koga sem ubil?"  Njegovo telo so izročili ženi in hčerki, ki sta ga pokopali v grobnici njegovega pradeda pri petem miljniku na Vii Labicani.
Sever je razpustil pretorsko gardo in dal usmrtiti Pertinaksove morilce.